# Mongolie aux Jeux paralympiques
La Mongolie a participé pour la première fois aux Jeux paralympiques aux Jeux paralympiques d'été de 2000 à Sydney. Il participe depuis cette date à tous les Jeux paralympiques d'été et a commencé aux jeux d'hiver en 2006.
Les athlètes mongoles ont gagné un total de une médaille paralympique, une médaille d'or gagné par Dambadondogiin Baatarjav en tir à l'arc handisport en 2008.

## Tableau des médailles

### Jeux paralympiques d'été
| Jeux | Médaille d'or, Jeux olympiques | Médaille d'argent, Jeux olympiques | Médaille de bronze, Jeux olympiques | Total | Rang |
| ---- | ------------------------------ | ---------------------------------- | ----------------------------------- | ----- | ---- |
| 2000 | 0                              | 0                                  | 0                                   | 0     | -    |
| 2004 | 0                              | 0                                  | 0                                   | 0     | -    |
| 2008 | 1                              | 0                                  | 0                                   | 1     | 52e  |
| 2012 | 0                              | 0                                  | 0                                   | 0     | -    |

### Jeux paralympiques d'hiver
| Jeux | Médaille d'or, Jeux olympiques | Médaille d'argent, Jeux olympiques | Médaille de bronze, Jeux olympiques | Total | Rang |
| ---- | ------------------------------ | ---------------------------------- | ----------------------------------- | ----- | ---- |
| 2006 | 0                              | 0                                  | 0                                   | 0     | -    |
| 2010 | 0                              | 0                                  | 0                                   | 0     | -    |
| 2014 | 0                              | 0                                  | 0                                   | 0     | -    |

## Liste des médaillés
| Médaille                       | Nom                      | Édition    | Sport       | Événement          |
| ------------------------------ | ------------------------ | ---------- | ----------- | ------------------ |
| Médaille d'or, Jeux olympiques | Dambadondogiin Baatarjav | Pékin 2008 | Tir à l'arc | Homme individuelle |